# Плато Гортона (національний парк)
Національний парк Плато Гортона або Гортон-Плейнз (синг. හෝර්ටන් තැන්න ජාතික උද්‍යානය, Hortan Thanna Jathika Udyanaya) — національний парк у центральному високогір'ї Шрі-Ланки, який був визнаний як національний парк у 1988 році. Розташований на висоті 2100—2300 м над рівнем моря і охоплює гірські пасовища та хмарні ліси. Він багатий на біорізноманіття, і багато видів, які тут зустрічаються, є ендемічними для цього регіону. Це також популярне туристичне місце, яке розташоване за 8 км від Огії, за 6 км від всесвітньо відомої ущелини Огія-Геп/Дондра-Ватч і за 32 км від міста Нувара-Елії.

## Географія

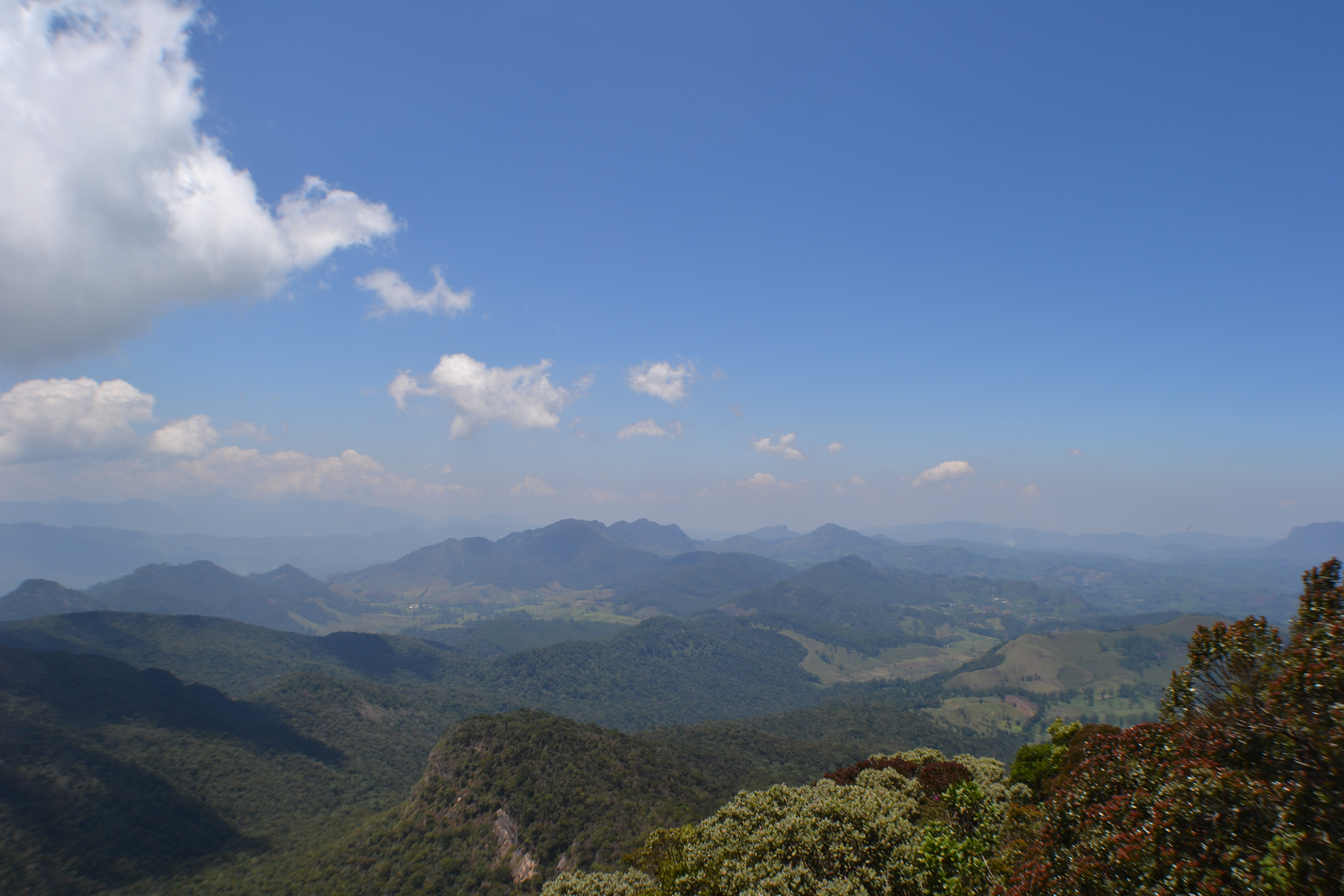
Рельєф плато

Плато Гортона є витоком трьох великих річок Шрі-Ланки: Махавелі, Келані та Валаве. На сингальській мові плато відоме як рівнини Маха Елія (මහ එළිය තැන්න). Тут знайдено кам'яні знаряддя праці, що сягають культури Балангода. Рослинність плато — це луки, що перемежовуються гірськими лісами, і включає багато ендемічних деревних рослин. Великі стада шрі-ланкійських оленів замбар є типовими ссавцями, а парк також є важливою зоною для птахів з багатьма видами, не тільки ендемічними для Шрі-Ланки, але й обмеженими плато Гортона. Відмирання лісу є однією з головних загроз для парку, і деякі дослідження показують, що це викликано природним явищем.
Серед туристичних визначних пам'яток парку — урвище «Кінець світу» та водоспад Бейкера.
У 20 столітті в парку знову з'явилися записи про слонів.

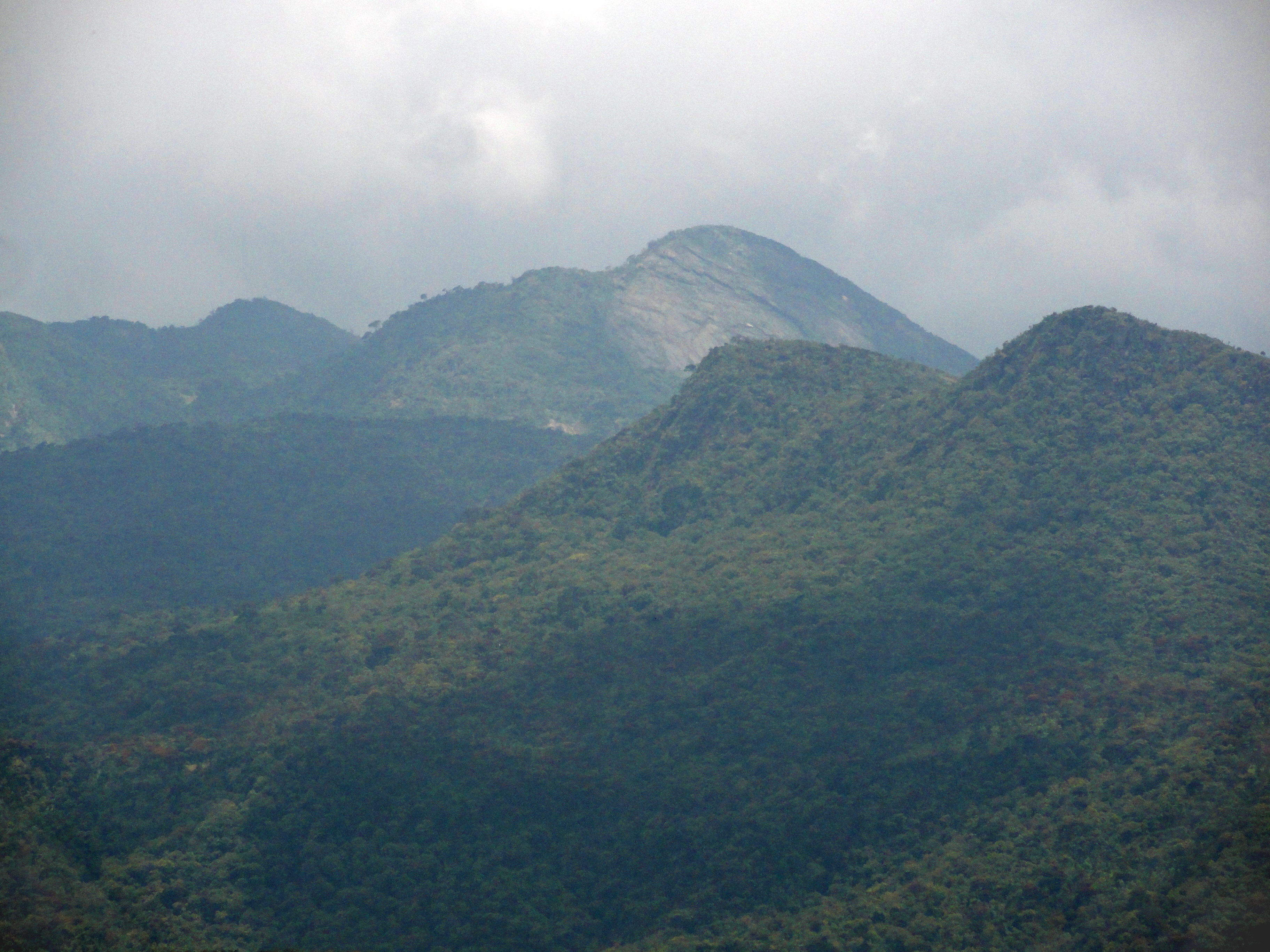
Пік Кірігалпотта (2389 м)

Плато Гортона знаходиться на південному плато центрального високогір'я Шрі-Ланки. Піки Кірігалпотта (2389 м) та Тотупола Канда (2357 м), друга і третя за висотою вершини Шрі-Ланки (після гори Підуруталагала, 2524 м), розташовані на заході та на півночі відповідно. Висота парку коливається від 1200 до 2300 метрів. Знайдені в парку породи належать до архейського віку і належать до високої серії докембрійської ери і складаються з хондалітів, чарнокітів і гранітних гнейсів. Тип ґрунту червоно-жовта опідзолена група, поверхневий шар вкритий гнилою органікою.
Середня річна кількість опадів перевищує 2000 мм. Часта хмарність обмежує кількість сонячного світла, доступного для рослин. Середньорічна температура 13 °C, але температура значно змінюється протягом дня, досягаючи 27 °C у денний час і знижується до температури 5 °C вночі. Протягом південно-західного сезону мусонів швидкість вітру іноді досягає сили шторму. Хоча деяка кількість дощу випадає протягом всього року, сухий сезон настає з січня по березень. Наземні заморозки звичайні в лютому. Туман може зберігатися більшу частину дня протягом вологого сезону (травень—жовтень). У парку можна побачити багато басейнів і водоспадів, а саме плато Гортона вважається найважливішим вододілом Шрі-Ланки. Плато Гортона є місцем витоків важливих річок країни, таких як Махавелі, Келані та Валаве. Плато також живить такі річки як Белігул-Ойя, Агра-Ойя, Кірікеті-Ойя, Ума-Ойя і Богаванталава-Ойя. Завдяки великій висоті, тумани і хмари приносять на землю значну кількість вологи. Річки та струмки з повільною течією, болота та водоспади є важливими водно-болотними місцями існування парку.

## Історія

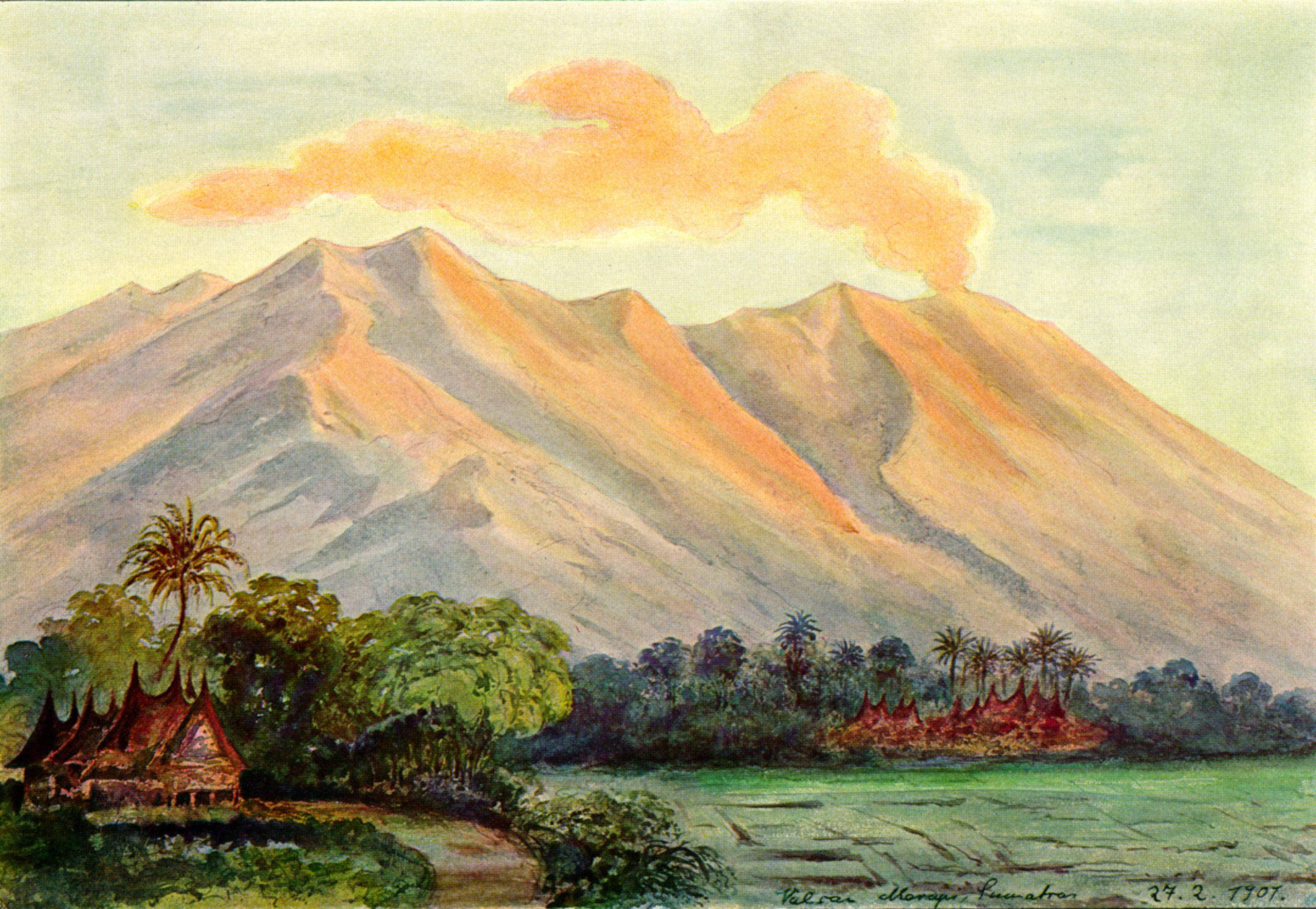
Картина Е. Геккеля «Джунглі плато Гортона»

Початкова назва місцевості була Маха Елія Тенна (මහ එළිය තැන්න — «велика відкрита рівнина»). Але в британський період плато було перейменоване на честь сера Роберта Вілмота-Гортона, британського губернатора Цейлону з 1831 по 1837 рік, який їздив до цього району, щоб зустрітися з Ратемахатмайя з Сабарагамуви в 1836 році, у 1834 році лейтенантом Вільямом Фішером з 78-го полку та лейтенантом Альбертом Вотсоном з 58-го полку, які офіційно «відкрили» плато. Тут знайдено кам'яні знаряддя праці, що сягають культури Балангода. Місцеве населення, яке проживало в низинах, піднімалося в гори, щоб добувати дорогоцінні камені, залізну руду, будувати зрошувальний канал і заготовляти деревину. 6-метровий пилковий керн, витягнутий з болота, показав, що в пізній четвертинний період в цій місцевості був напівпосушливий клімат, а рослинний світ мав обмежену кількість видів.
Оскільки Шрі-Ланка має довгу неописану історію, існує значна і логічна народна історія, яка також з деякими відхиленнями поєднується з епосом «Рамаяна». Вважається, що гора Тотупала на плато Гортона була місцем, де король Равана посадив свій літак «Дандумонарая». Згідно з переказами, король Равана викрав Сітху, яка була дружиною Рами, щоб помститися за те, що вона відрізала ніс його сестрі, Супарніці. Це спровокувало Раму в Індії, і він очолив армію, яка складалася з мавп, подібних до людей, лідером якої був Гануман. У переказах Гануман підпалив плато Гортона, і ця пожежа тривала довго. Оригінальна назва, Маха Елія Тенна, несе значення: «Надзвичайно освітлена земля». Навіть зараз верхній шар ґрунту може здатися чорнувато-сірого кольору. Місцеві університети провели деякі дослідження ґрунту, і виявили, що верхній шар містить велику кількість карбонату кальцію та поташу. Для жителів Шрі-Ланки плато Гортона є дуже важливим в їх історії та культурі.
Сер Джозеф Далтон Гукер порадив британському уряду «залишити всі ліси на висоті понад 1500 м непорушними», і в 1873 році було видано адміністративний наказ, який забороняв будь-яку вирубку лісів у цьому регіоні. Плато Гортона було визнане заповідником дикої природи 5 грудня 1969 року і через велику цінність його біологічного різноманіття 18 березня 1988 року заповідник був переведений в розряд національних парків. Заповідник Пік-Велдернесс, який знаходиться на заході, примикає до парку. Площа землі, охопленої Плато Гортона, становить 31,6 км² (3160 га). Плато Гортона містить найбільшу територію хмарного лісу, яка все ще існує на Шрі-Ланці. У липні 2010 року Центральне нагір'я Шрі-Ланки, яке включає національний парк Плато Гортона, заповідник Пік-Велдернесс і гірський хребет Наклз загальною площею у 568,44 км² (56 844 га) та прилеглою (буферною зоною) площею 726,45 км² (72 645 га), було внесено до Списку всесвітньої спадщини ЮНЕСКО.

## Флора

Коричник

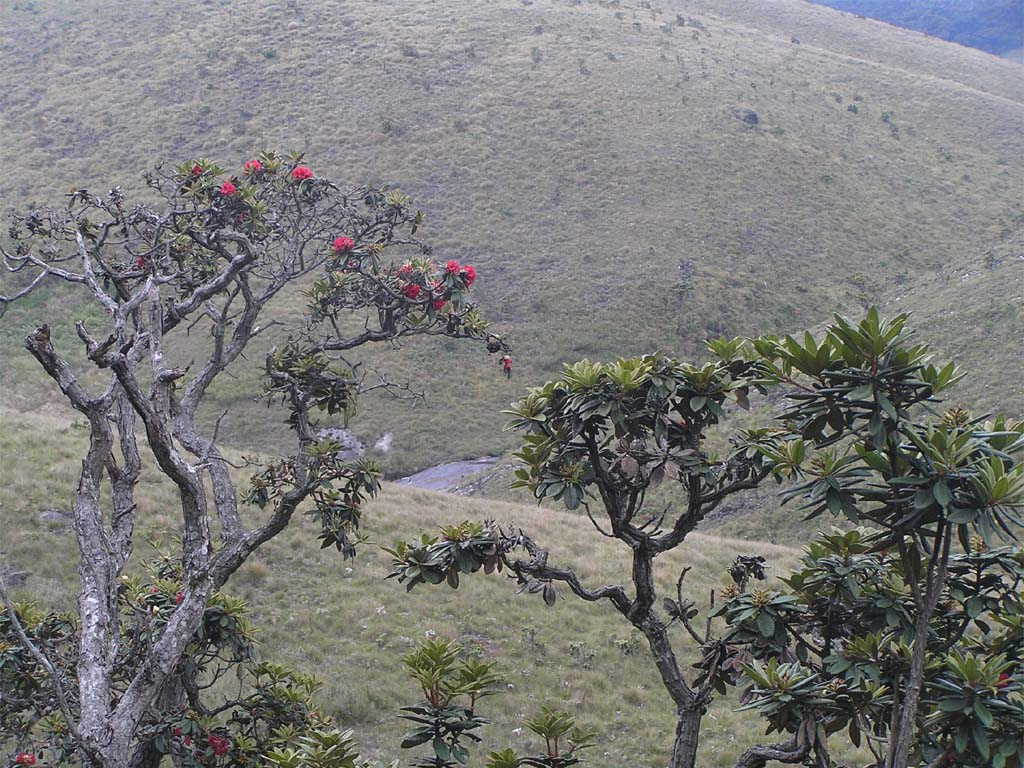
Рододендрон деревний — переважаюча порода дерев у парку

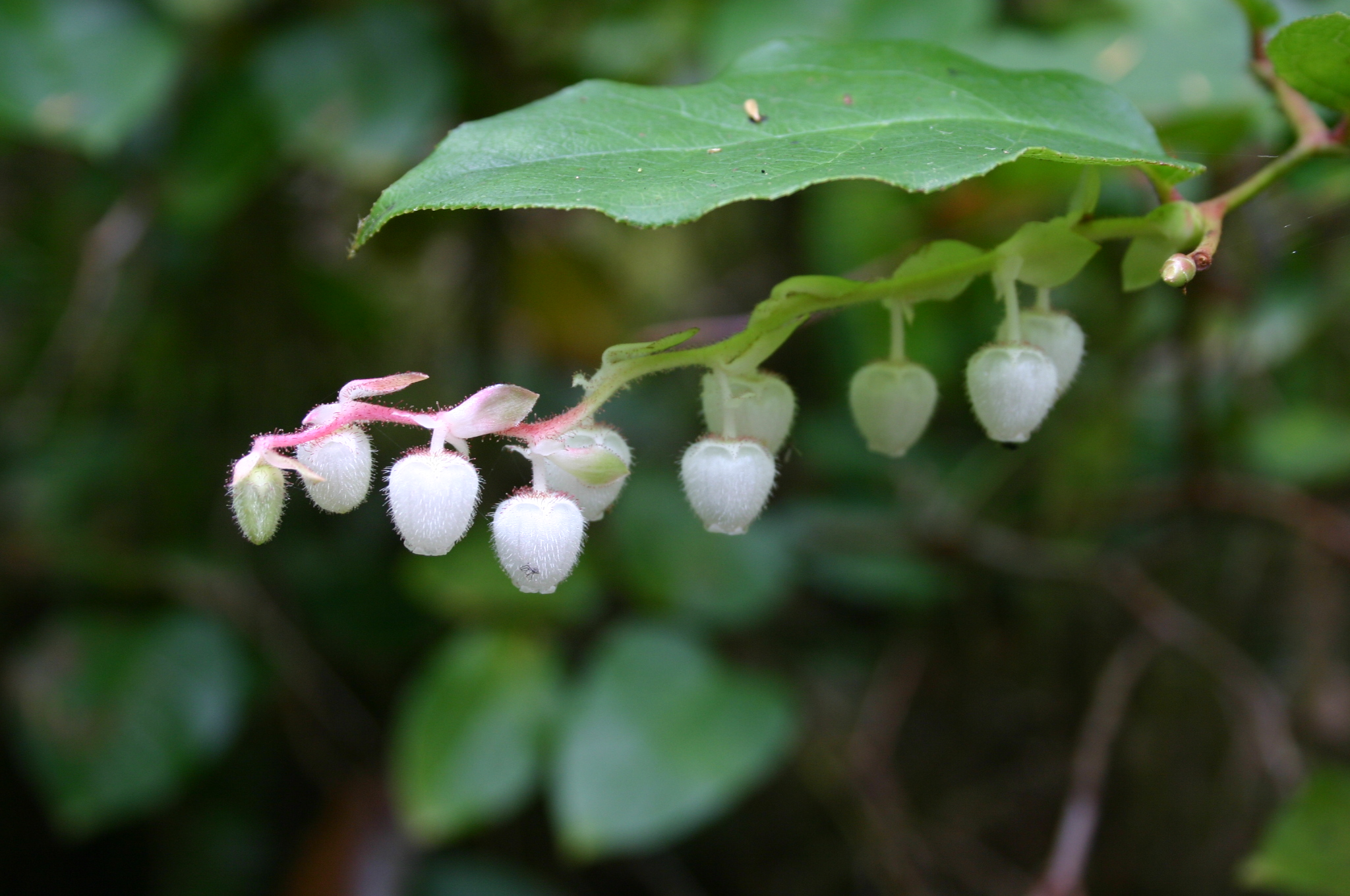
Гаультерія

Рослинність парку поділяється на дві відмінні групи: 20 км² (2000 га) вологої патни (сингальська: patana, гірські луки) та 11,6 км² (1160 га) субтропічних гірських вічнозелених лісів. У парку зафіксовано близько 750 видів рослин, що належать до 20 родин. Полог лісу досягає висоти 20 м і містить калофілум вокери (Calophyllum walkeri), утворюючи співтовариства з різними видами миртових, такими як Syzygium rotundifolium і S. sclerophyllum, а також представниками лаврових, включаючи Litsea, Коричник (Cinnamomum) і Actinodaphne speciosa. Шар підліску характеризується покритонасінними стробилянтами (Strobilanthes) spp. Потужність рослинності стробилянтів перешкоджає розвитку трав'яного ярусу. Карликові види бамбука, такі як Indocalamus і Ochlandra, також зустрічаються в шарі підліску. Кущі родомирту повстяного (Rhodomyrtus tomentosa) особливо густо ростуть на узліссі та біля гірських вершин. Такі види, як Gordonia і рододендрон деревний, поширилися на Шрі-Ланку, уздовж Західних Гатів Південної Індії з Гімалаїв і нині широко розповсюджені в цій місцевості. У парку зафіксовано майже 54 види деревних рослин, з яких 27 (50 %) є ендеміками Шрі-Ланки. Часті пожежі та випас худоби характеризують плагіоклімаксні спільноти пасовищної флори. На луках переважають Arundinella villosa і Chrysopogon zeylanicus . У низинних районах зустрічаються заболочені місцини або повільні потоки, а також макрофіти, такі як апоногетон jacobsenii, види осоки Isolopis fluitans і Utricularia spp. часто зустрічаються поблизу цих потоків. Бамбук Chimonobambusa densifolia росте вздовж берегів струмків, а поблизу болотистих ділянок зустрічаються такі види трав, як Juncus prismatocarpus, Garnotia mutica, Eriocaulon spp. та Exacum trinervium. У вологих улоговинах зустрічаються такі трави, як Chrysopogon zeylanicus і Cymbopogon confertiflorus. Трав'яниста флора пасовищ представляє види помірного клімату, включаючи жовтець, шолудивник, жовтозілля, тирлич і приворотень, а також тропічні види, такі як Eriocaulon і Ipsea speciosa (рідкісна ендемічна нарцисова орхідея). Найбільш поширені бореальні трав'янисті рослини парку — фіалка, лобелія, гаультерія, суниця, подорожник.
Стовбури і гілки дерев прикрашені багатьма видами папоротей, ликоподіумом, лишайниками, орхідеями. Краси лісам додають лишайники (Usnea barbata), які звисають з гілок. Близько 16 видів орхідей є ендемічними. Інші відомі рослини включають такі чагарники, як Rhodomyrtus tomentosa, Gaultheria fragrantissima, трави, Exacum trinervium, E. walkeri, Drosera indica та деревоподібні папороті Cyathea spp. У 2007 році тут було виявлено Anzia, рід листяних лишайників, що належить до родини пармелієвих, який раніше не був зареєстрований на Шрі-Ланці. Існують суперечливі погляди на те, як виникли луки парку, створені людиною чи природою. В даний час вважається, що луки на сухих схилах були утворені вирубкою лісу та пожежами, тоді як луки в низинних районах були природно створені вологими умовами, памороззю та ерозією ґрунтів.

## Фауна

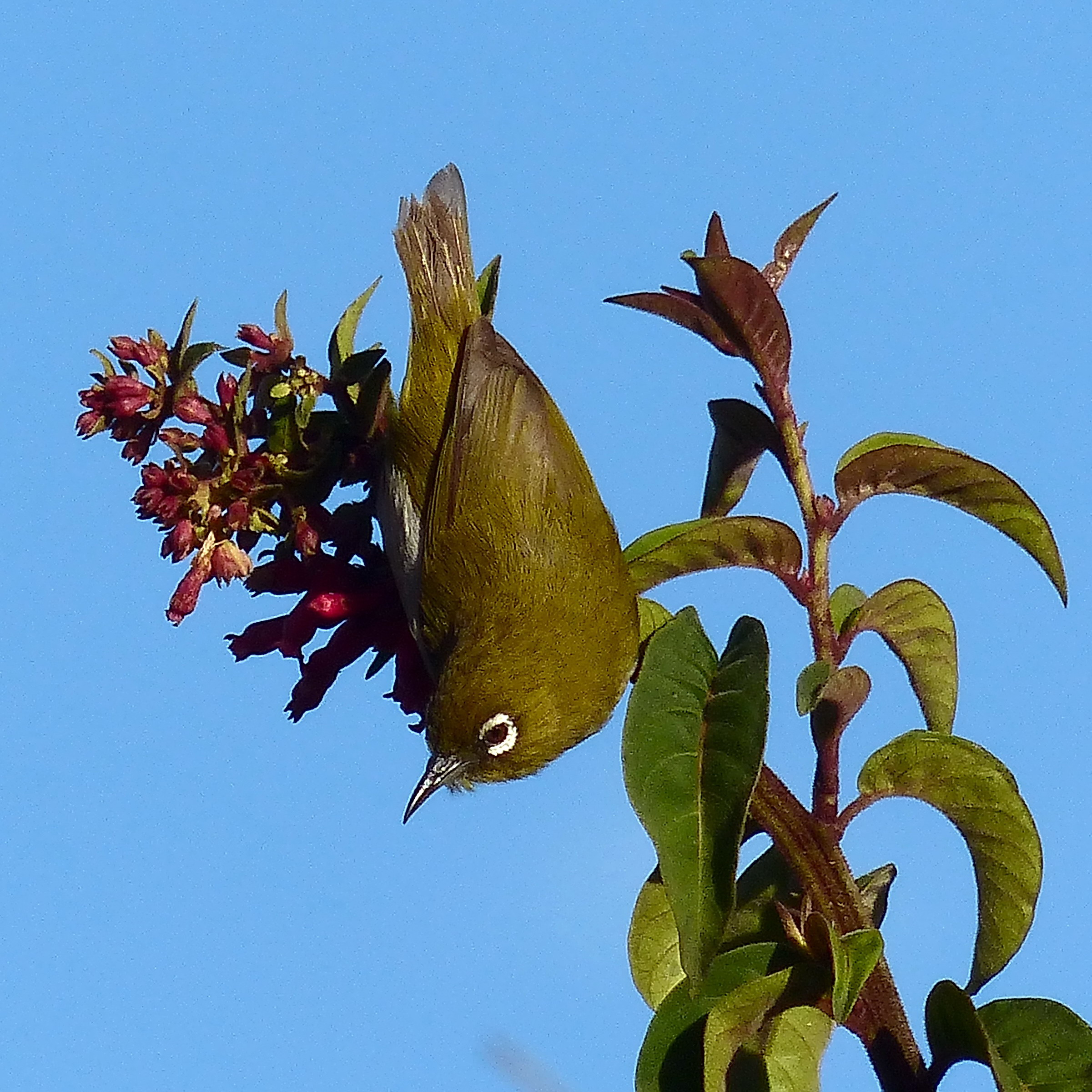
Окулярник цейлонський

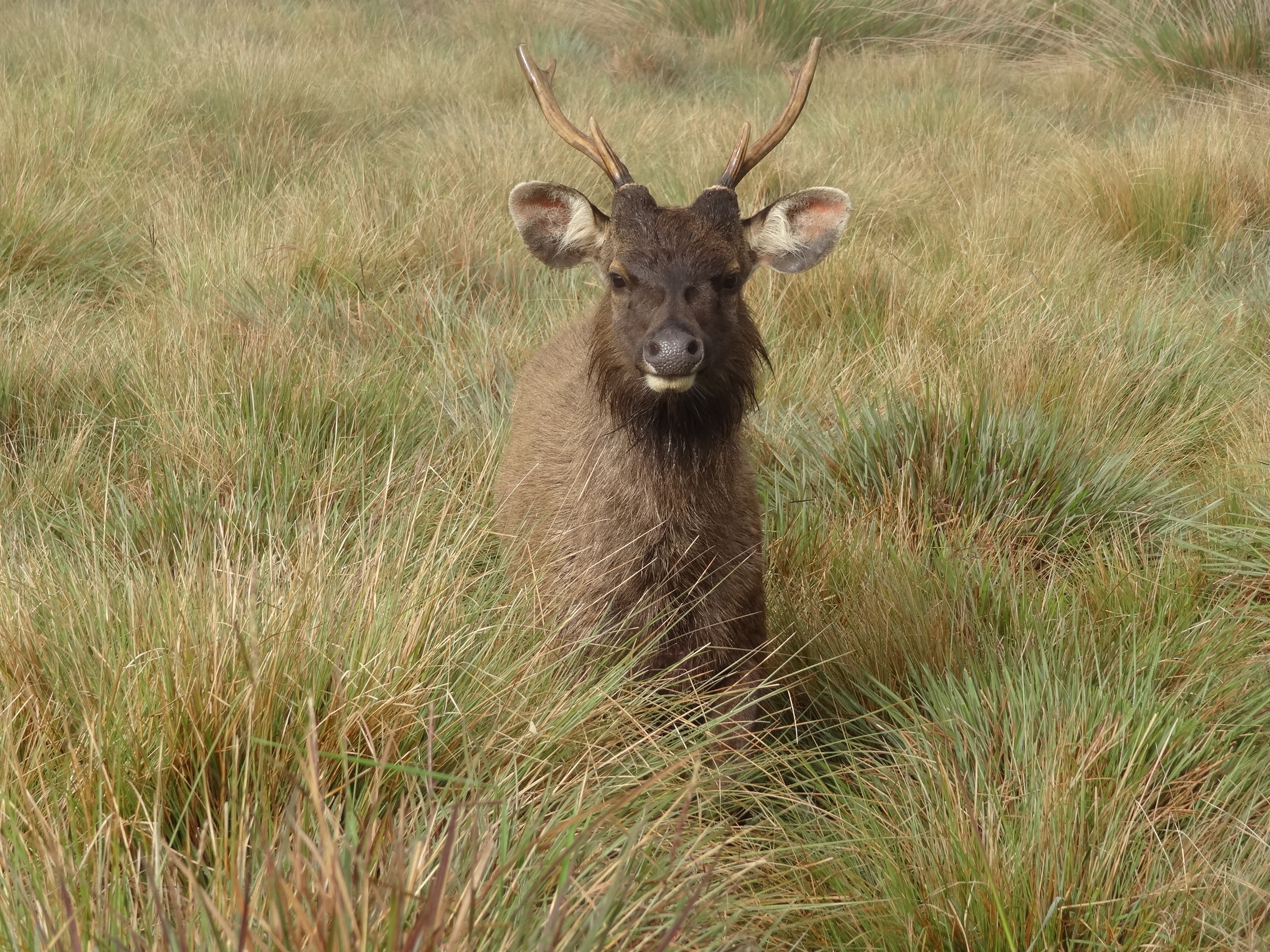
Самбарський олень зустрічаються великими стадами

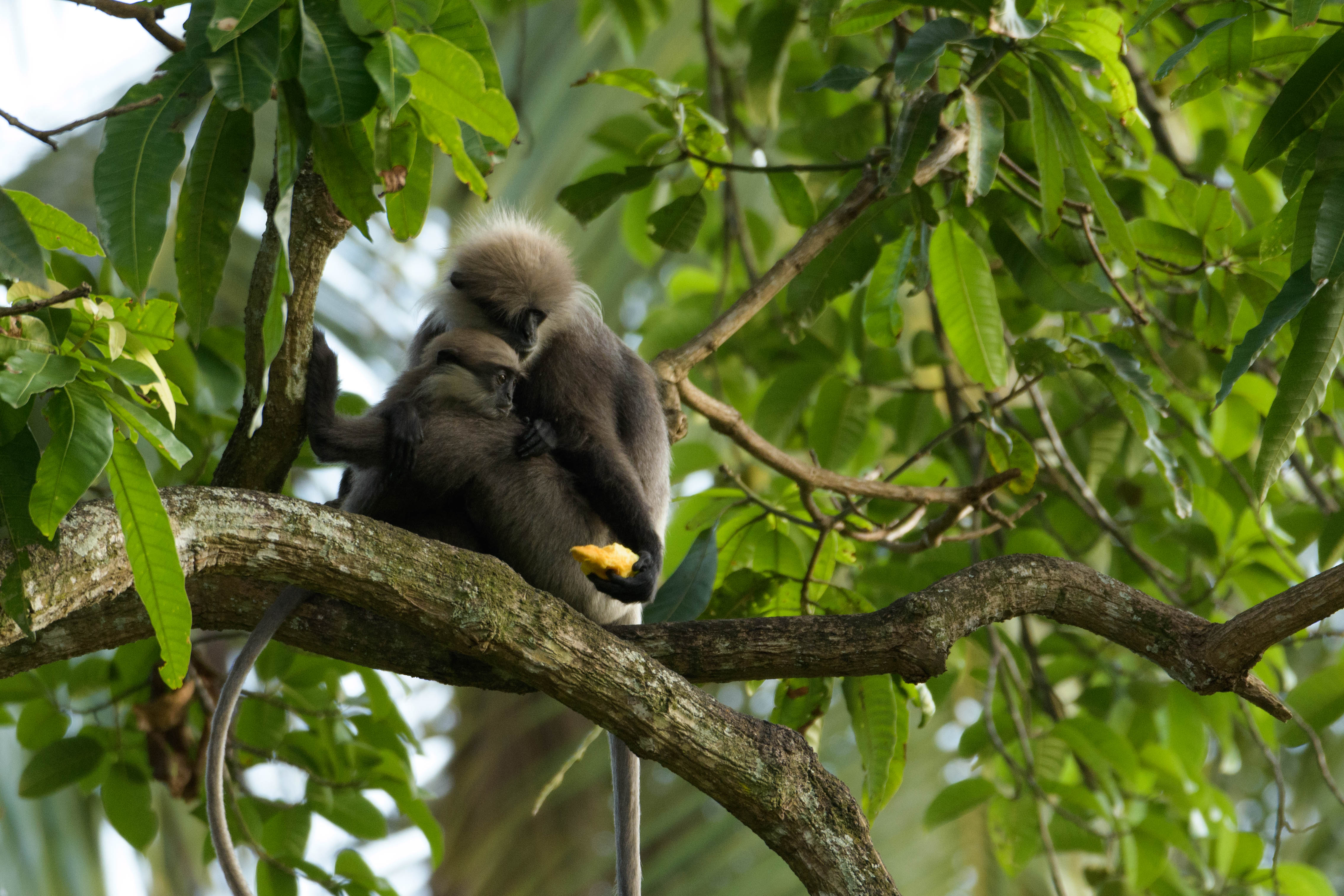
Лутунг білобородий

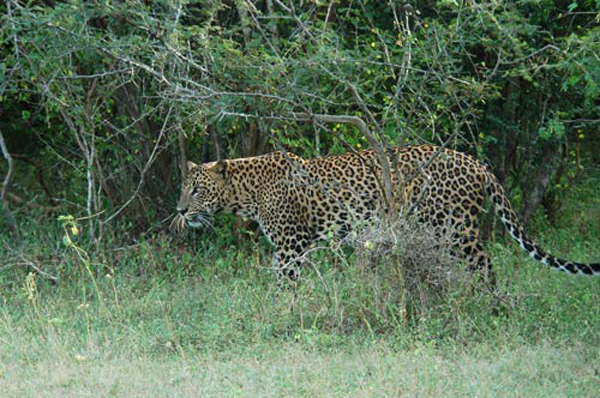
Шрі-ланкійський леопард

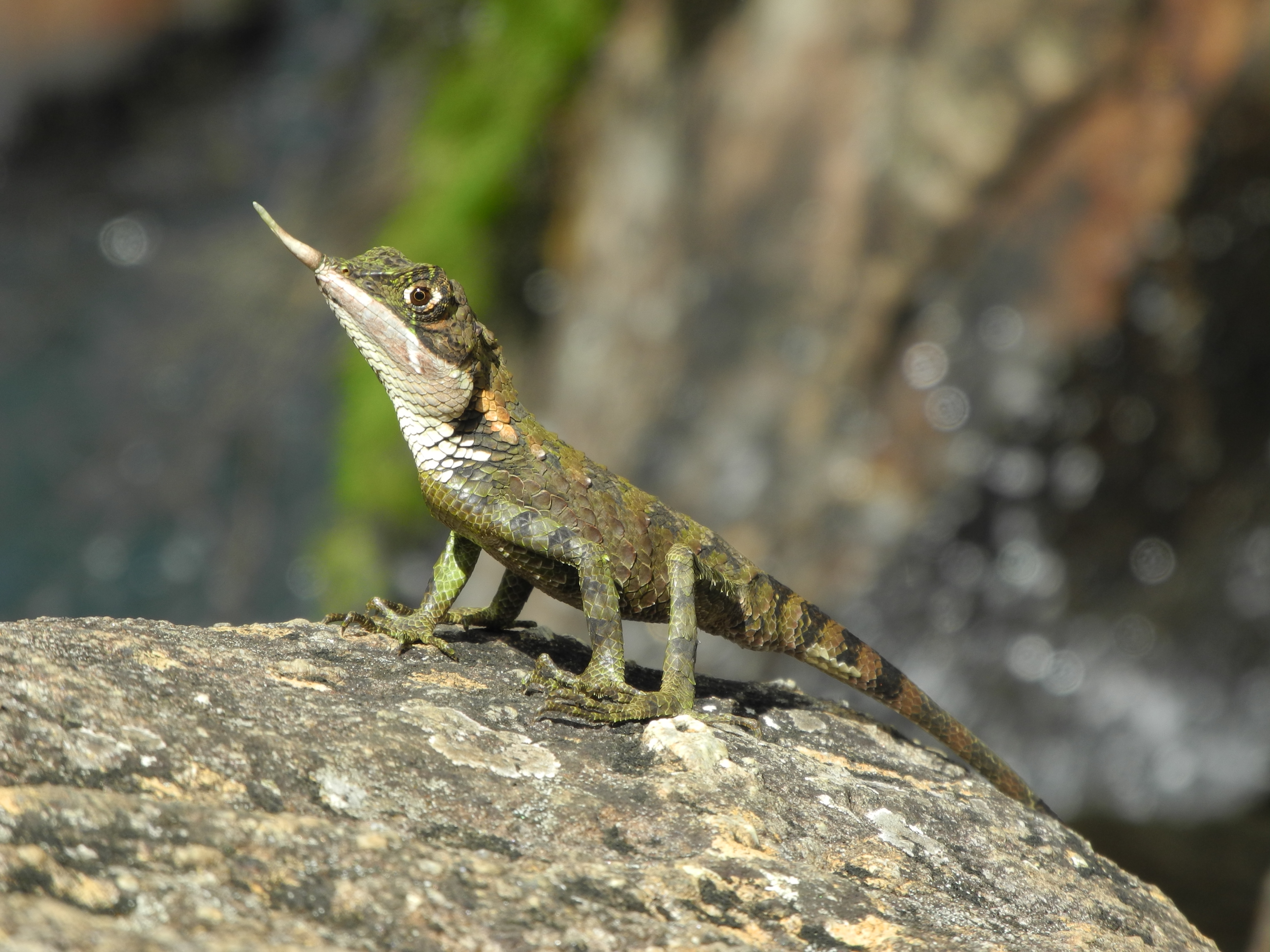
Ящірка агама рогата Стоддарта

Фауна хребетних тварин області налічує 24 види ссавців, 87 видів птахів, 9 видів плазунів і вісім видів земноводних. Шрі-ланкійський слон зник з регіону не пізніше 1940-х років. В даний час найбільшим і найпоширенішим ссавцем є цейлонський самбарський олень. Деякі результати досліджень оцінюють популяцію самбарських оленів на плато приблизно від 1500 до 2000, що, ймовірно, більше, ніж популяція рівнин. Інші види ссавців, що зустрічаються в парку, включають довгоногих землерийок Келарта (родини мідицевих), макак цейлонських, білобородих лутунгів, плямисто-рудих кішок, шрі-ланкийських леопардів, диких кабанів, смугастих мангустів, шрі-ланкійських плямистих оленів, індійських мунтжаків, сірих гігантських білок. Коти-рибалки та європейські видри відвідують водно-болотні угіддя парку, щоб полювати на водних тварин. Підвид червоного тонкого лорі, тонкий лорі плато Гортона (Loris tardigradus nycticeboides, який раніше іноді вважався Loris lydekkerianus nycticeboides) зустрічається лише у високогірних районах Шрі-Ланки і вважається одним з приматів, що знаходяться під найбільшою у світі загрозою зникнення. У липні 2010 року групі дослідників з Лондонського зоологічного товариства вдалося вперше сфотографувати цього ссавця.
У 2016 році в Національному парку Плато Гортона вперше на висоті 2084—2162 м були зафіксовані плямисто-руді кішки (Prionailurus rubiginosus).
Поряд з Огією, Паттіполою та Амбевелою, плато Гортона утворює одну з важливих орнаментальних територій (ВОТ) на Шрі-Ланці. Разом із сусіднім заповідником Піком-Вайлдернесс, плато Гортона містить 21 вид птахів, які зустрічаються лише на Шрі-Ланці. Три види птахів: мухоловка цейлонська, окулярник цейлонський і голуб цейлонський, зустрічаються лише на плато Гортона, в той час як інші ендемічні види включають цейлонську кіту, цейлонську куріпку-шпоронога, курку цейлонську, бородастика жовтолобого, кратеропу цейлонську, куцокрила цейлонського та аренгу цейлонську. Взимку сюди мігрують багато птахів, у тому числі саланги та білочереві серпокрильці. Чубатий змієїд, гірський орел-чубань, шуліка чорноплечий і сапсан є серед хижих птахів, що зустрічаються на плато Гортона. До перелітних хижаків належать луні. Це ключовий район дикої природи. Тут водяться всі шість високогірних ендемічних птахів, у тому числі тьмяно-блакитна мухоловка, окулярник цейлонський, цейлонський лісовий голуб і куцокрил цейлонський. По всьому високогір'ю поширені бюльбюль цейлонський і чагарникова мунія.
Шрі-Ланка вважається герпетологічним раєм у світі. Ймовірно, в парку мешкає близько 15 видів земноводних. Серед них — Microhyla zeylanica, Uperodon palmatus, Zakerana greenii, Hydrophylax gracilis, Pseudophilautus alto, Pseudophilautus femoralis, Pseudophilautus frankenbergi, Pseudophilautus Pseudophilautus Pseudophilautus Pseudophilautus microtympanum та Target . Де Сілва спостерігав п'ять ендемічних рептилій з рівнин. Це Calotes nigrilabris, рогата ящірка, Cophotis ceylanica, Lankascincus taprobanensis і звичайний жорсткобокий вуж. Два види риб, що зустрічаються в парку, короп звичайний і райдужна форель; обидва є інтродукованими видами. Плато Гортона також є домом для багатьох ендемічних ракоподібних, включаючи види Caridina singhalensis і Perbrinckia. Ендемічна прісноводна креветка Caridina singhalensis зустрічається лише в річках з температурою нижче 15 °C і тепер обмежена лише відрізком у 10 км одного річкового потоку.

## Загрози та управління збереженням

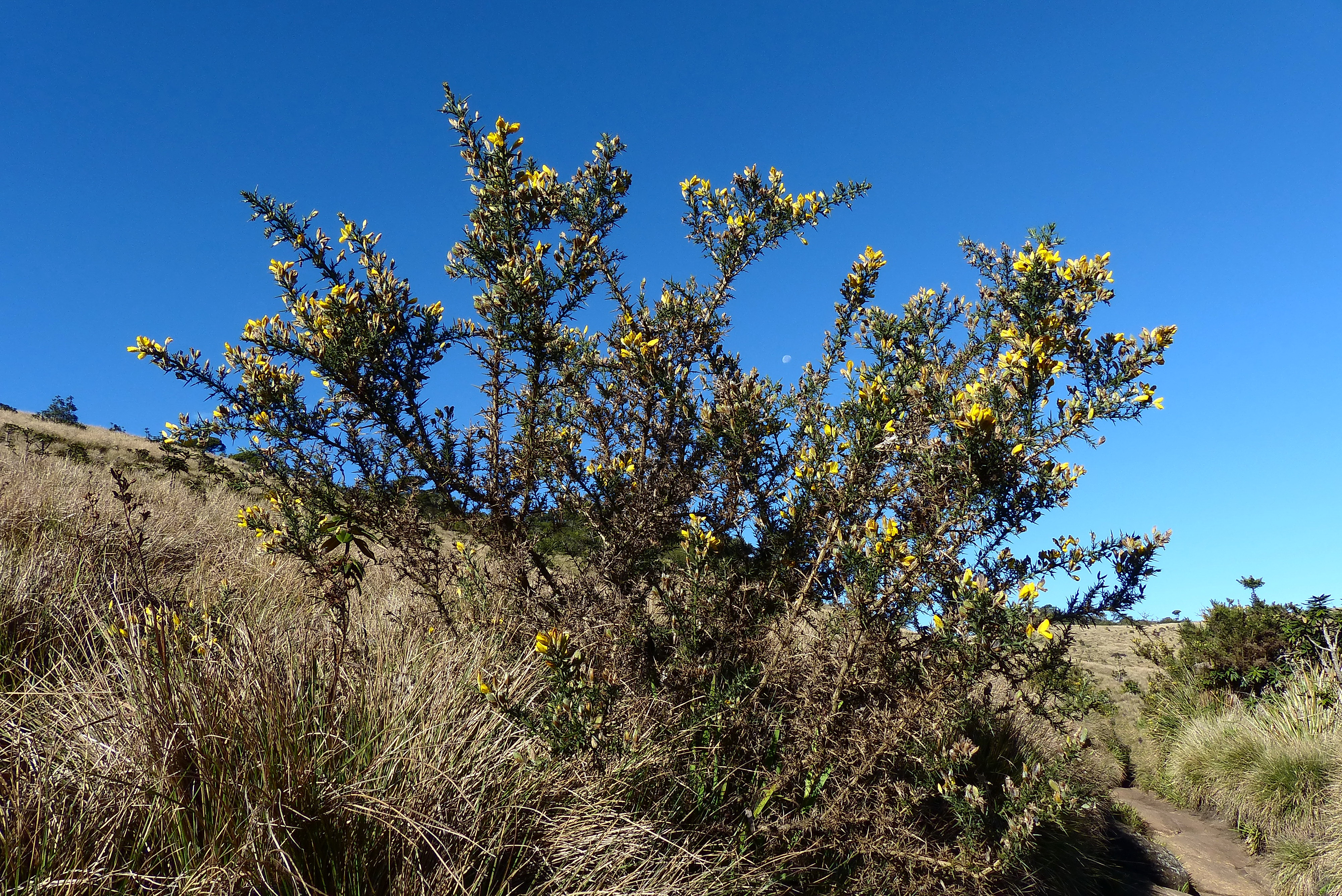
Улекс європейський, один з інвазивних видів на плато Гортона

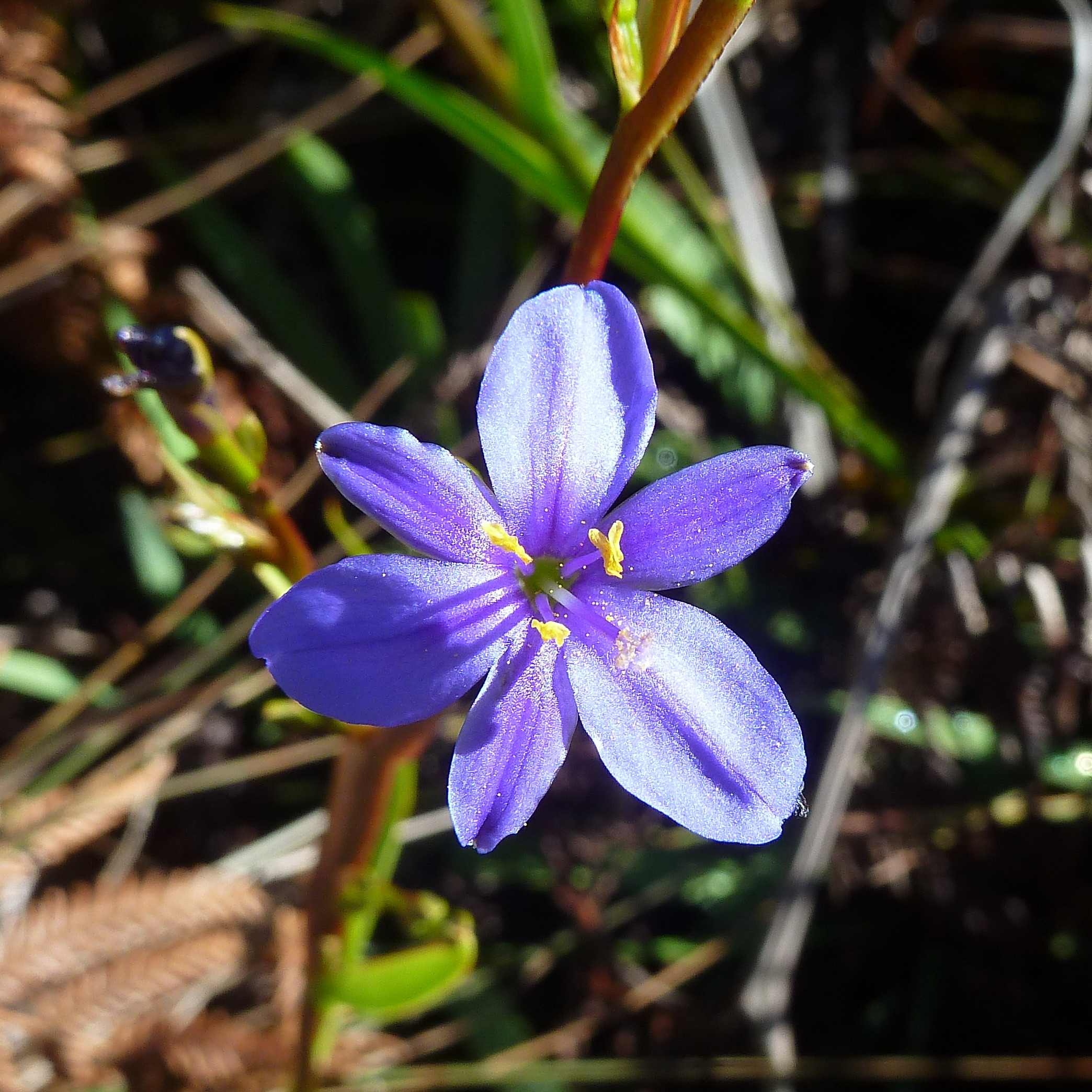
Aristea ecklonii, один з інвазивних видів на плато Гортона

Плато Гортона було частиною великої системи гірських рівнин і лісового покриву, яка включала Агра-Бопаць, Місячну Рівнину та Рівнину Елк. У 1831—1948 роках плато стало мисливськими угіддями на самбарських оленів. В меншій мірі тут полювали також на слонів та кабанів. У цей період нижчі схили були розчищені спочатку для кавових, а потім для чайних плантацій. В результаті плато Гортона і заповідник Пік-Велдернесс стали ізольованими від інших лісових і пасовищних районів. На пасовищах вирощували картоплю, але в 1977 році посіви припинили. Після оголошення національним парком ці території були відновлені як луки. Проблеми, пов'язані з туризмом, такі як зірвані рослин, засмічення, пожежі та шумове забруднення є основними проблемами збереження парку. Іншими загрозами є видобуток дорогоцінних каменів, незаконна лісозаготівля, збір рослин для декоративних і лікувальних цілей, посягання на них, браконьєрство та рух транспортних засобів. Поширення інвазивних чужорідних видів, таких як улекс європейський (Ulex europaeus), туманна квітка (Ageratina riparia), агератина аденофора (Ageratina adenophora), австроєвпаторій (Austroeupatorium), блакитні зірки (Aristea ecklonii), орляк та Pennisetum spp. становить загрозу місцевій флорі. Завезена райдужна форель могла вразити ендемічні види риб, земноводних і ракоподібних.
Через відносно невеликий розмір Національного парку Плато Гортона було передбачено, що більшість самців леопардів будуть мати центри активності за межами парку. Отже, постійний захист національного парку та комплексне управління ландшафтами за межами національного парку є важливими для збереження тамтешніх видів.
Частина самбарських оленів загинули через те, що поїдали поліетиленову плівку, яка блокувала їхні стравоходи, і відвідувачам було заборонено проносити поліетиленову упаковку в парк. Олені отримали користь від інтродукованих видів трав, зокрема перлового проса.
Нова загроза, про яку вперше було повідомили у 1978 році — відмирання лісу. У деяких районах, особливо в периферійних регіонах, це було серйозною проблемою, причому загинуло майже 50 % рослинності. Основною причиною загибелі рослин вважають дефіцит води, оскільки посухи в цьому регіоні стають все більш частими. Відновленню лісу перешкоджають також заморозки, які стають дедалі сильнішими. Відмирання лісу вразило 22 види рослин, найбільше постраждали рослини каллофілум вокер (Calophyllum walkeri). Дослідження показало, що низький вміст кальцію викликає закислення ґрунту, а підвищена токсичність, викликана металевими елементами, такими як алюміній, може бути причиною відмирання. Вимивання поживних речовин та дисбаланс мікроелементів у ґрунті також можуть сприяти загибелі рослинності.

## Туристичні пам'ятки

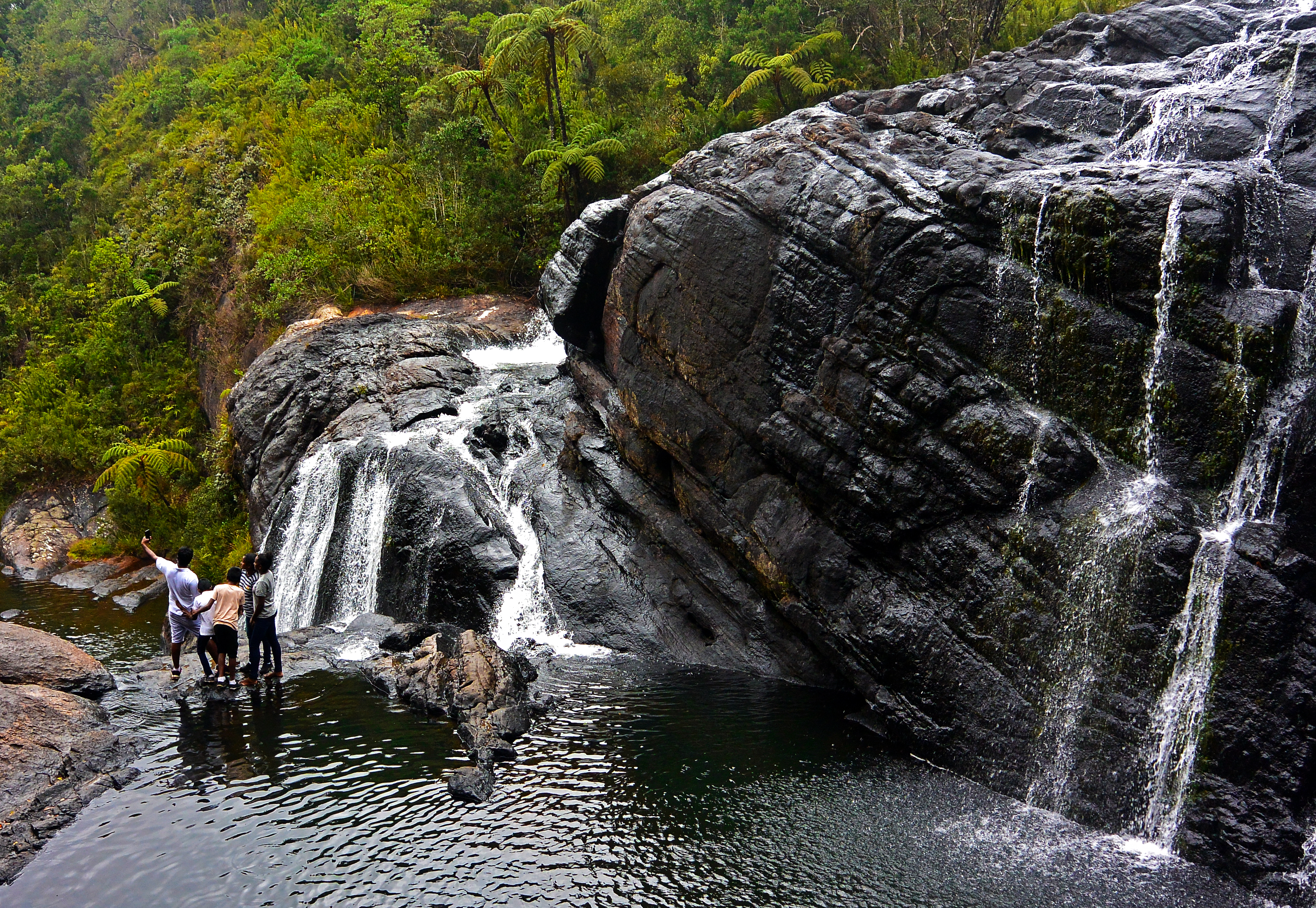
Водоспад Бейкера у національному парку

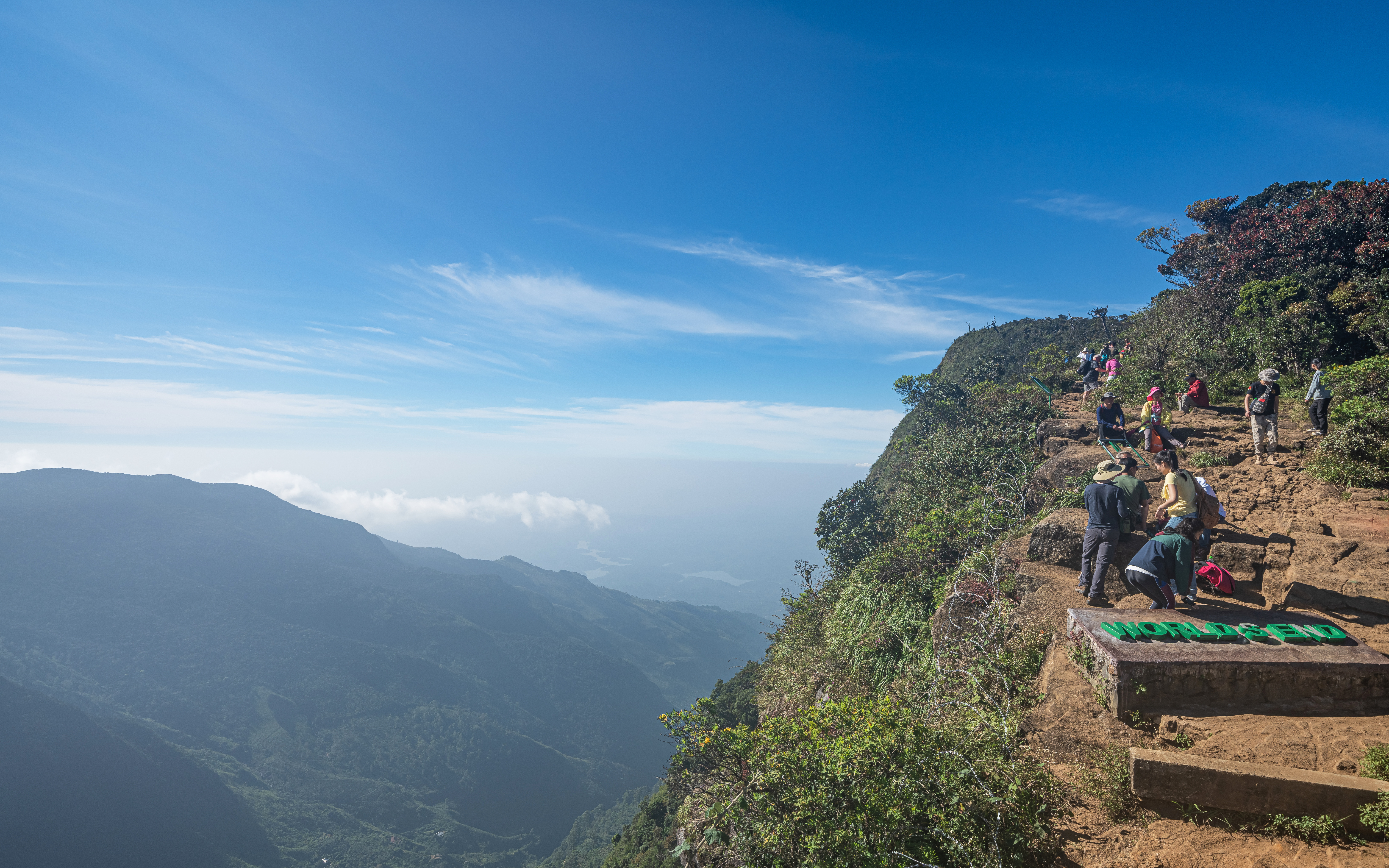
«Кінець світу» — це прірва в парку і головна визначна пам'ятка

Плато Гортона є популярним туристичним місцем, а головною визначною пам'яткою є урвище «Кінець світу». За шість місяців, з лютого по серпень 2009 року, Національний парк Плато Гортона отримав дохід у розмірі 20,1 мільйона рупій (0,17 мільйона US$ США). До парку ведуть дороги Нувара-Елія-Амбевела-Паттіпола і Гапутале-Бораланда, а також є залізничні станції в Огії та Амбевела.
«Кінець світу» — це суцільна прірва з 870-ти метровим падінням. Вона розташована на південній межі парку. Ще одна скеля, відома як «Малий кінець світу» (270 м) знаходиться недалеко від «Кінця світу».
Водоспад Бейкера — водоспад, утворений річкою Белігул-Ойя, притокою річки Валаве, названий на честь сера Семюеля Бейкера, мисливця і дослідника, який намагався заснувати європейське сільськогосподарське поселення в Нувара Елія. Висота водоспаду 20 метрів. Слеб-Рок — ще один добре відомий водоспад на плато. До водоспаду можна потрапити пішки по одній з головних стежок; стежка в кінці шляху стає трохи крутішою, але рівень складності підйому від легкого до середнього.